# 1911 в авіації
Основна стаття: Авіація.

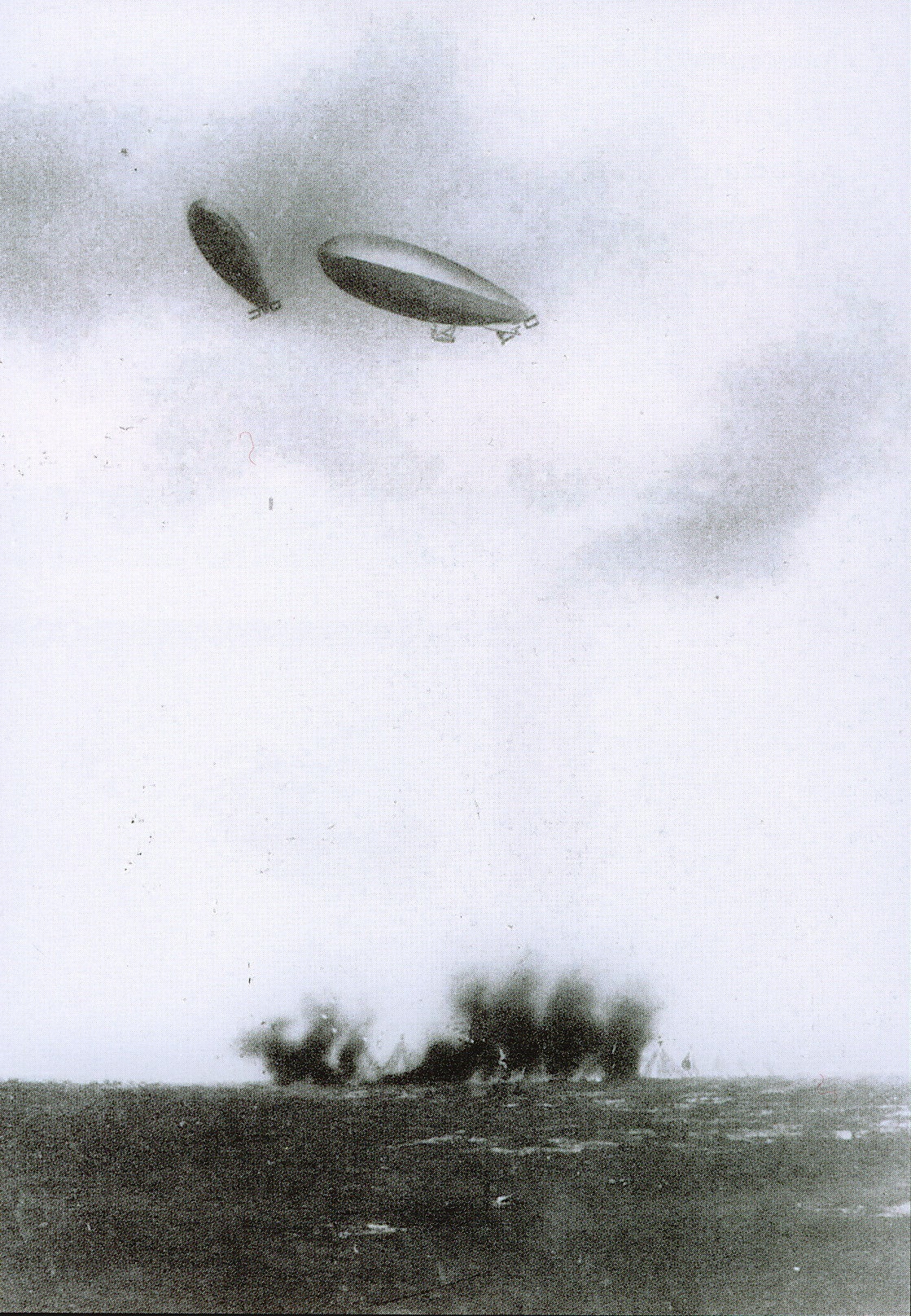
Вперше використання авіації в реальному збройному конфлікті сталося у 1911, під час італо-турецької війни

Хронологічний список подій у авіації за 1911 рік.

## Події
- 18 січня — в затоці Сан-Франциско Юджин Бертон Елі (англ. Eugene Burton Ely) використовуючи гальмівний гак[Вин. 1], приземлився на платформі побудованій на палубі броненосця USS Pennsylvania. Це перший випадок, коли літак приземляється на корабель.
- 26 січня — Гленн Хаммонд Кертисс (англ. Glenn Hammond Curtiss) будує перший успішний літак амфібію, який мав і колеса, і поплавці. Також цього року їм:
  - отримано патент на елерони;
  - вперше застосовано подвійне керування в літаку;
  - розроблено шасі для гідроплану.
- 18 лютого — вперше перевезення пошти здійснюється літаком. В Індії, з Аллахабаду до Найні, Анрі Піке (фр. Henri Pequet[en]) перевіз 6,5 тис. листів та 250 спеціальних листівок на відстань 13 км.
- лютий — народження військової авіації Іспанії — Aeronáutica militar Española. Від 7 жовтня 1939 ведеться відлік історії сучасних військово-повітряних сил.
- 11 квітня — офіцер японської імператорської армії Йоситосі Токугава (яп. 徳川好敏) злітає з першого постійного аеродрому в Токородзава за штурвалом біплана Фарман III.
- 12 квітня — Pierre Prier здійснює перший безпосадковий рейс з Лондона в Париж за 3 год. 56 хв.
- 27 квітня — гідролітак Гленна Хаммонда Кертисса Curtiss Model E A-1 Triad за 4400 доларів США придбано ВМС США, що був першим літаком на флоті Сполучених Штатів.
- 4 липня — в Англії, із Shoreham-by-Sea до Hove доставлено перший в історії повітряплавання комерційний вантаж. Гораціо Барбер (англ. Horatio Barber) на моноплані ASL Valkyrie за 100 £ сплачених General Electric доставив коробку електричних ламп «Osram».
- 29 серпня — Хільда Хьюлетт (англ. Hilda Hewlett) стає першою Британською жінкою, що отримала ліцензію пілота.
- 17 вересня—5 листопада — Калбрайт Перрі Роджерс (англ. Calbraith Perry Rodgers) на літаку Wright Flyer здійснив перший трансконтинентальний переліт через США.
- 30 вересня — Кромвель Діксон (англ. Cromwell Dixon) вперше на літаку Curtiss Model D, на висоті 7100 футів, перетнув Скелясті гори Континентального американського вододілу.
- Під час італійсько-турецької війни:
  - 22 жовтня — Blériot XI пілотований італійським капітаном Карло Пьяцца (італ. Carlo Maria Piazza) за маршрутом Триполі—Ель-Азізія вперше проводить розвідку позицій Османської армії.
  - 22 жовтня — турецькими вояками, вперше, вогнем з землі, пошкоджено італійський військовий літак.
  - 26 жовтня — італійський літак корригує вогонь корабельної артилерії.
  - 1 листопада — вперше у воєнний час літак проводить бомбометання. Цього дня італійський авіатор Giulio Gavotti скинув чотири 2-кг бомби на позиції армії Османської імперії в Айн Зара і Тажура, що під Триполі, Лівія.
- грудень — на верфі в Тулоні міноносець «Фудр», вперше у світі, переобладнано у гідроавіаносець здатний нести від 4 до 8 літаків.

#### Без точної дати
- Луї Шарль Бреге (фр. Louis Charles Breguet) заснував літакобудівне підприємство «Société anonyme des ateliers d'aviation Louis Breguet» (у 1971 об'єдналася з «Dassault Aviation»).
- одеським підприємцем Артуром Анатра, засновано літакобудівне підприємство «Анатра».

### Перший політ
- 25 лютого — гідролітак Curtiss Model E розроблений Гленном Кертиссом в Сполучених Штатах.
- 1 квітня — Avro Type D розроблений британським конструктором Еліотом Вердон Роу (англ. Alliott Verdon Roe).
- 2 квітня — Кудашев-4 (РБВЗ-1), сконструйований професором Київського політехнічного інституту князем О. С. Кудашевим Robert Blackburn.
- 17 травня — Blackburn Mercury, розроблений британським піонером авіації Робертом Блекберном (англ. Robert Blackburn).
- 26 червня — LZ 10 Schwaben, німецький жорсткий дирижабль.
- 31 серпня — Fokker Spin III, третій літак Антона Фоккера.
- 13 жовтня — Кайшікі №1 сконструйований Йосітосі Токуґава, перший успішний політ літака японського дизайну.

#### Без точної дати
- аероплана «ЧУР-1», українського авіакоструктора-самоучки Григорія Чечета.

### Авіаційні рекорди
- 12 квітня — Pierre Prier робить перший безпосадковий переліт з Лондона в Париж в 3 год 56 хв.
- 21—22 травня — перший авіаційний переліт Париж—Мадрид. Переможцем і єдиним хто фінішував, виявився Жуль Ведрін.

### Авіакатастрофи
- 21 травня — при спробі злетіти під час проведення авіаційного переліту Париж—Мадрид, літак під керуванням Louis Émile Train, врізається в натовп глядачів. Серед інших на аєродромі Іссі-ле-Муліно під Парижем гине французький військовий міністр Henri Maurice Berteaux.

## Персоналії

### Народилися
- 15 січня — Павло Васильович Ричагов, радянський військовий льотчик та воєначальник, генерал-лейтенант авіації (1940), Герой Радянського Союзу (1936).
- 9 березня — Роберт Олійник (нім. Robert Olejnik), етнічний українець, німецький льотчик-ас часів Другої світової війни. Здійснив 680 бойових вильотів, здобувши 42 перемоги[Вин. 2].
- 23 червня — Микола Дмитрович Кузнецов, радянський генеральний конструктор авіаційних і ракетних газотурбінних двигунів.
- 27 липня — Рудольф Шонерт (нім. Rudolf Schoenert; † 30 листопада 1985), німецький ас, 7-й за результативністю пілот нічної винищувальної авіації, здобув 65 перемог, один із 160 кавалерів Лицарського хреста Залізного хреста з дубовим листям та мечами (11 квітня 1944).
- 25 жовтня — Михайло Кузьмич Янгель, радянський вчений українського походження, конструктор у галузі ракетно-космічної техніки.

### Померли
- 4 січня — Чіро Айхара, японський конструктор, піонер авіації, розбився під час випробування планера власної конструкції[2].
- 21 липня — у Етампі (Франція) загинула в авіакатастрофі Деніз Мур (англ. Denise Moore) — перша відома жінка-льотчик[3].
- 16 вересня — гине в авіакатастрофі Едуар Ньєпор (фр. Édouard de Niéport).
- 2 жовтня — Кромвель Діксон (англ. Cromwell Dixon), американський піонер авіації.
- 19 жовтня — гине в авіакатастрофі піонер авіації Юджин Бертон Елі (англ. Eugene Burton Ely). Під час польоту на виставці в Мейкон (Джорджія), його літак запізнився при виході з пікірування і розбився.
- 31 жовтня — під час посадки планера гине в авіакатастрофі Джон Джозеф Монтгомері (англ. John Joseph Montgomery).

## Галерея

«Логотип Одеського авіаційного заводу» (на момент заснування — «Анатра»)
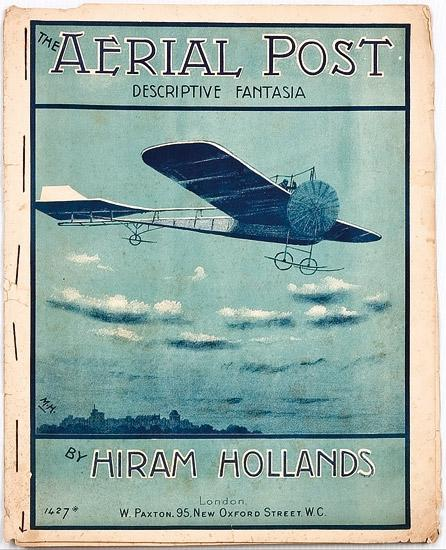
Листівка, 1911
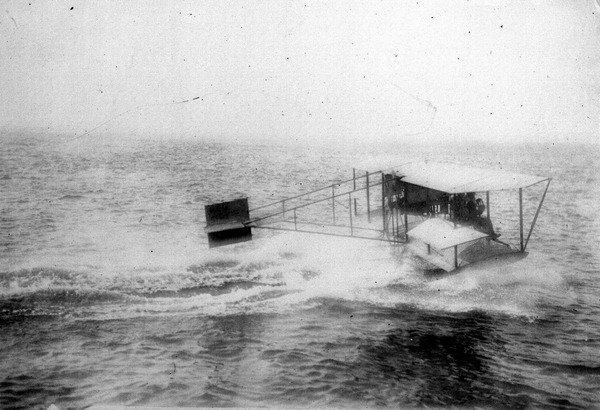
Curtiss Model E A-1 Triad
Роберт Олійник
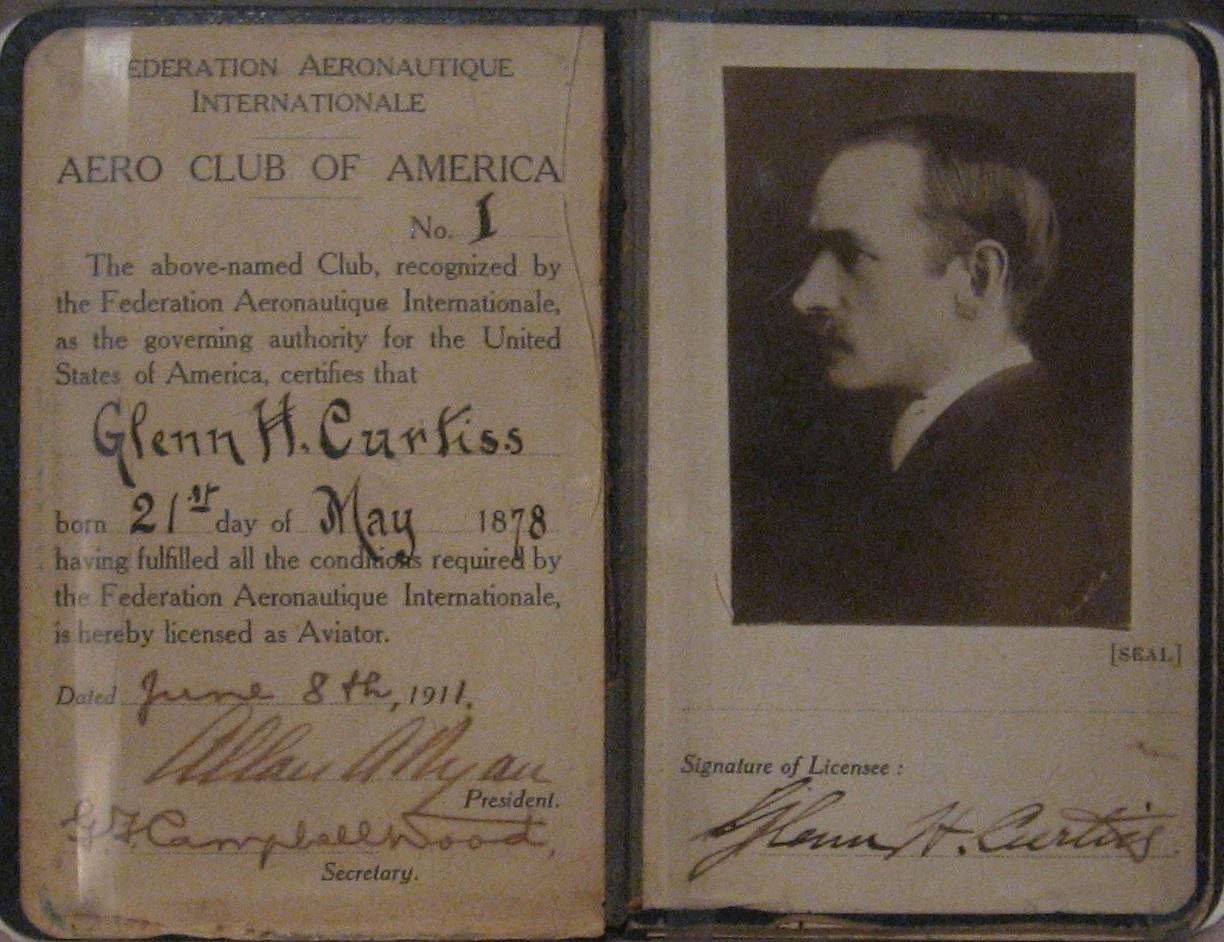
Посвідчення пілота Гленна Хаммонда Кертисса
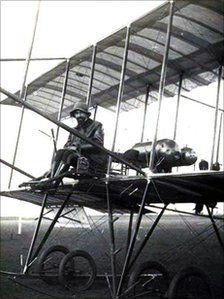
Giulio Gavotti
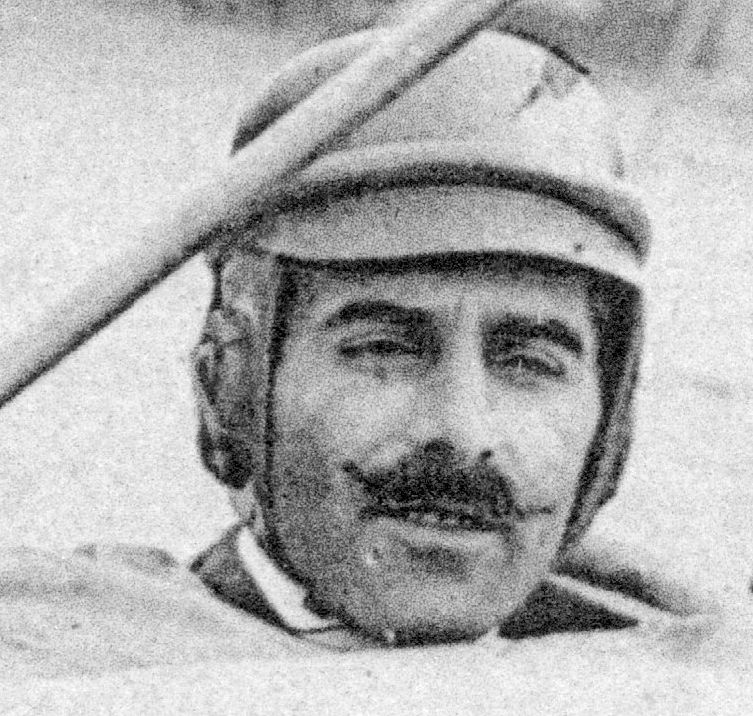
Едуар Ньєпор
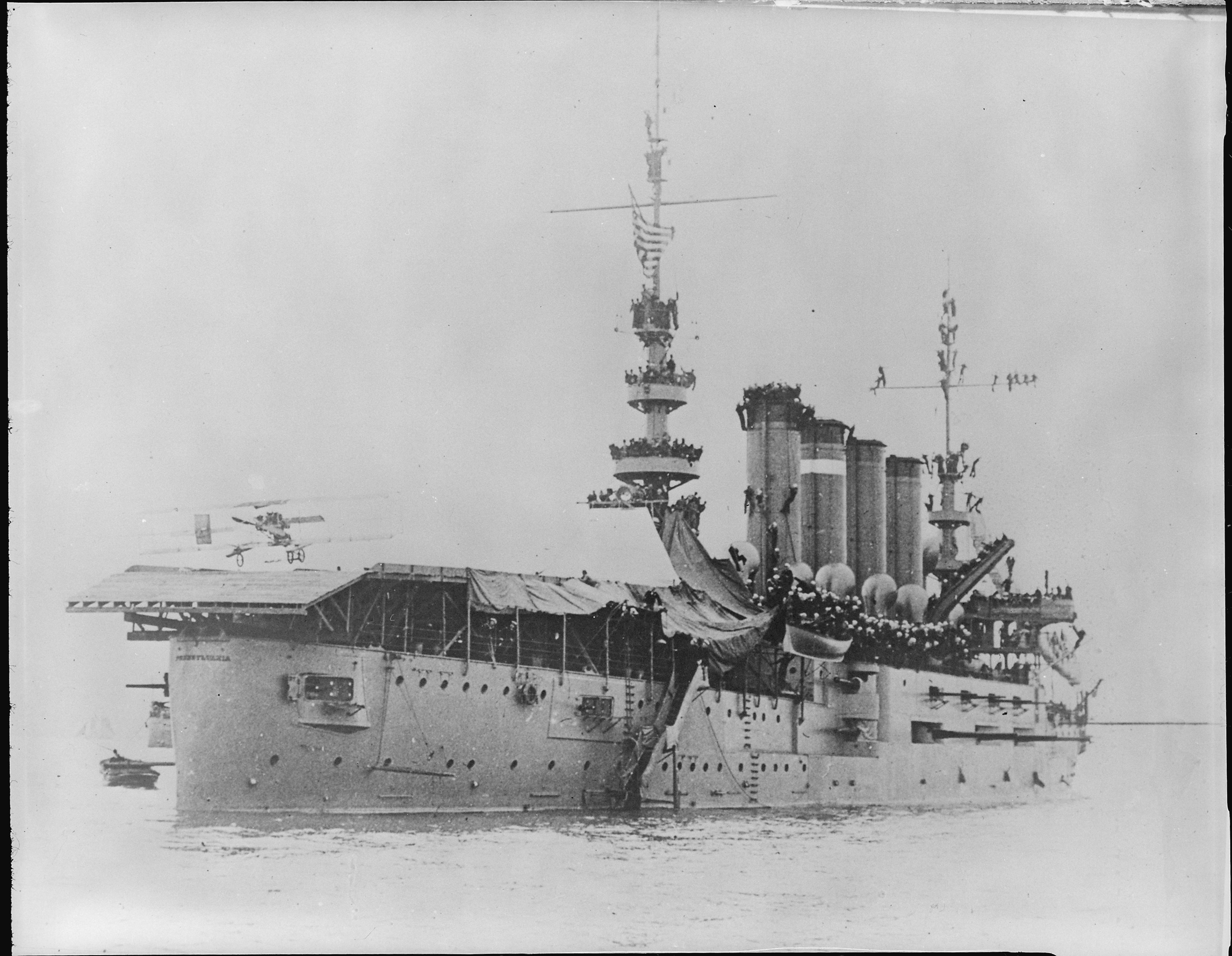
Посадка Юджина Елі, з використанням гальмівного гаку, на USS Pennsylvania
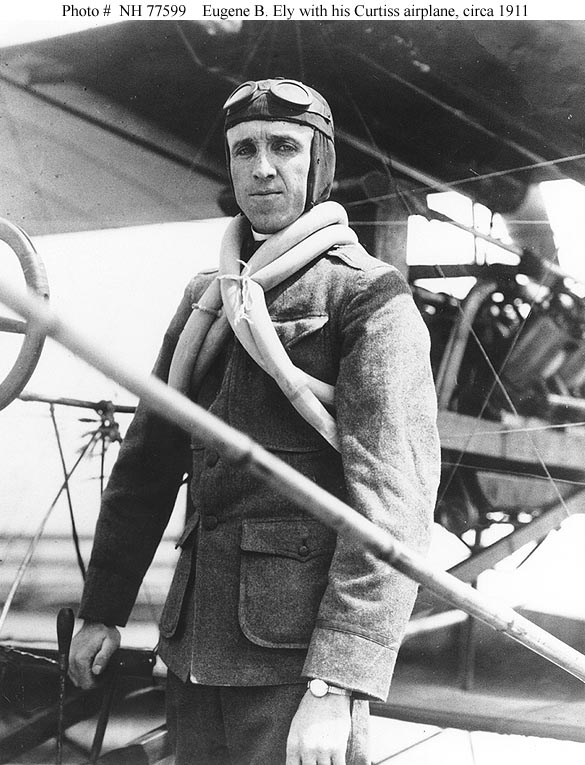
Юджин Бертон Елі
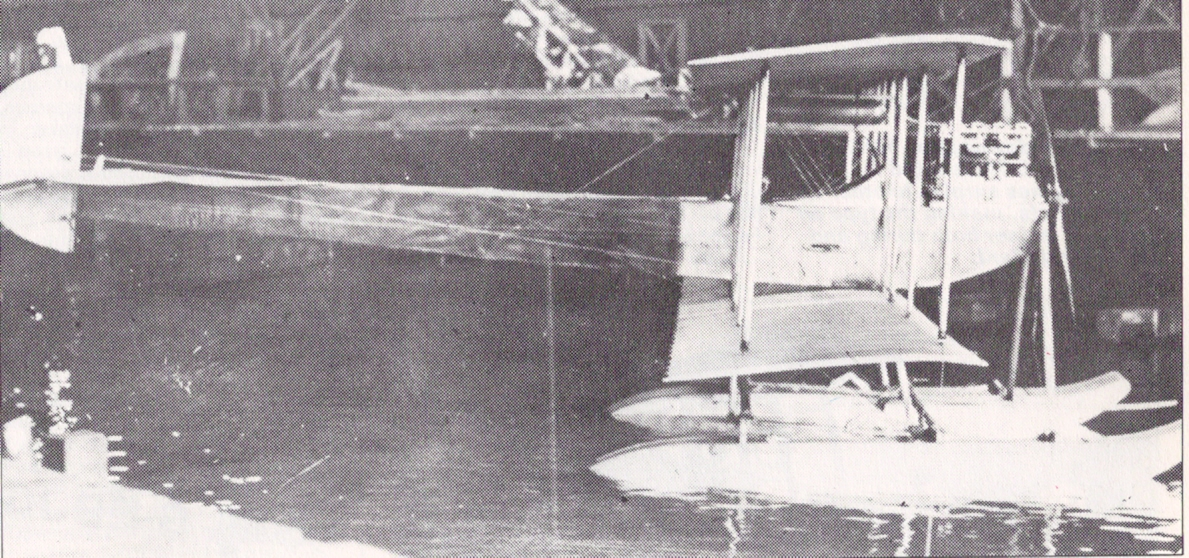
Avro Type D
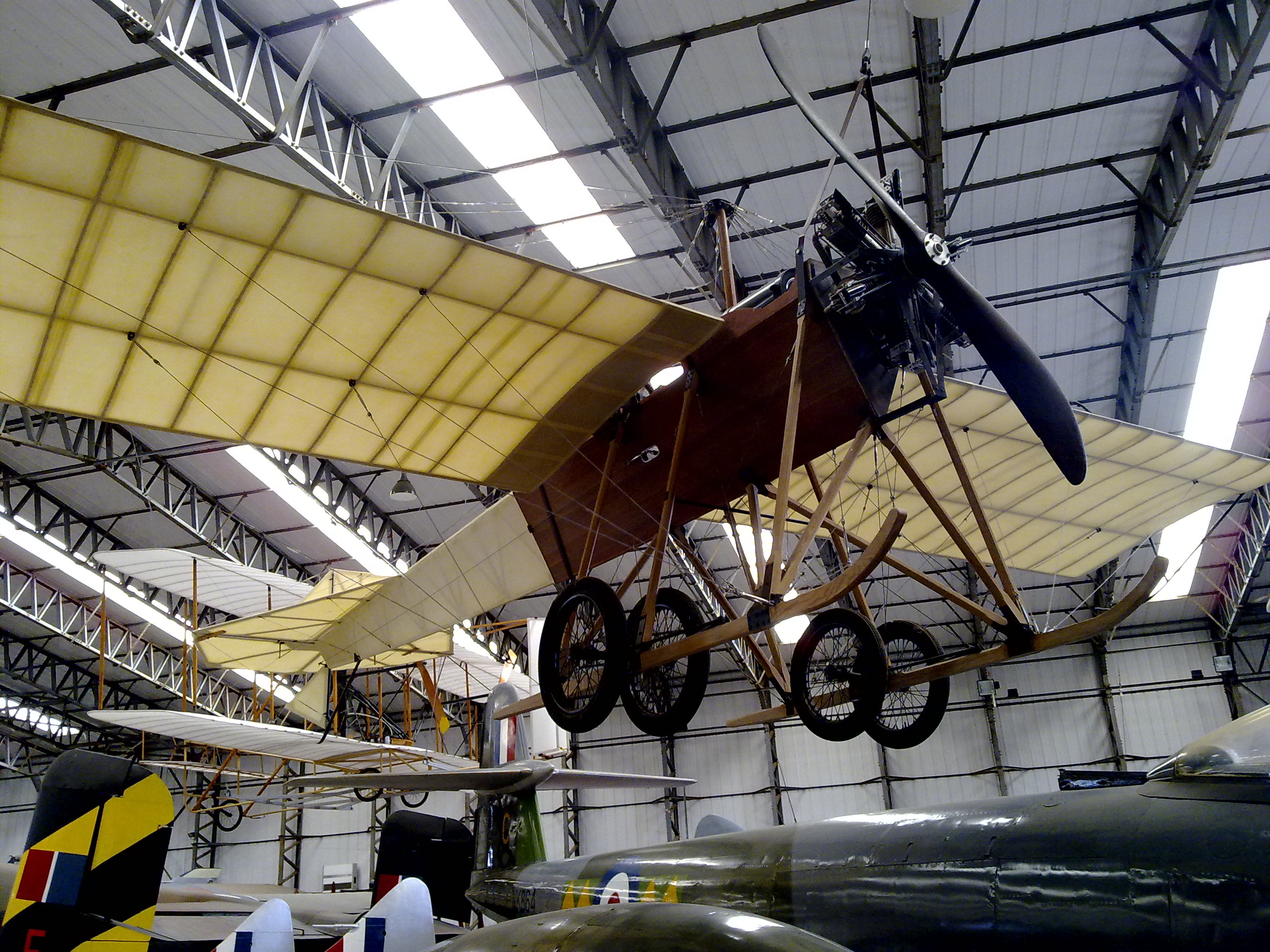
Blackburn Mercury
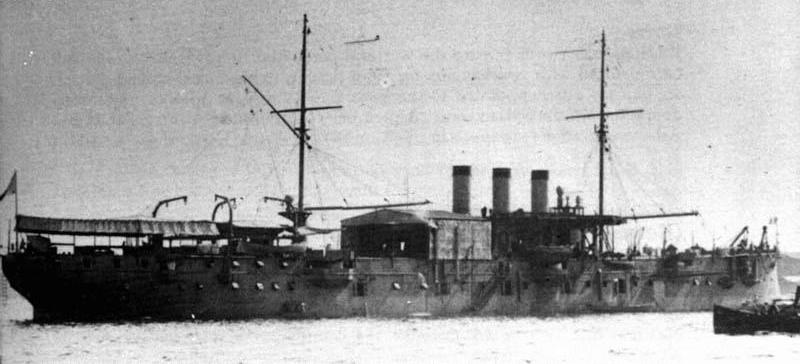
Гідроавіаносець Le Foudre
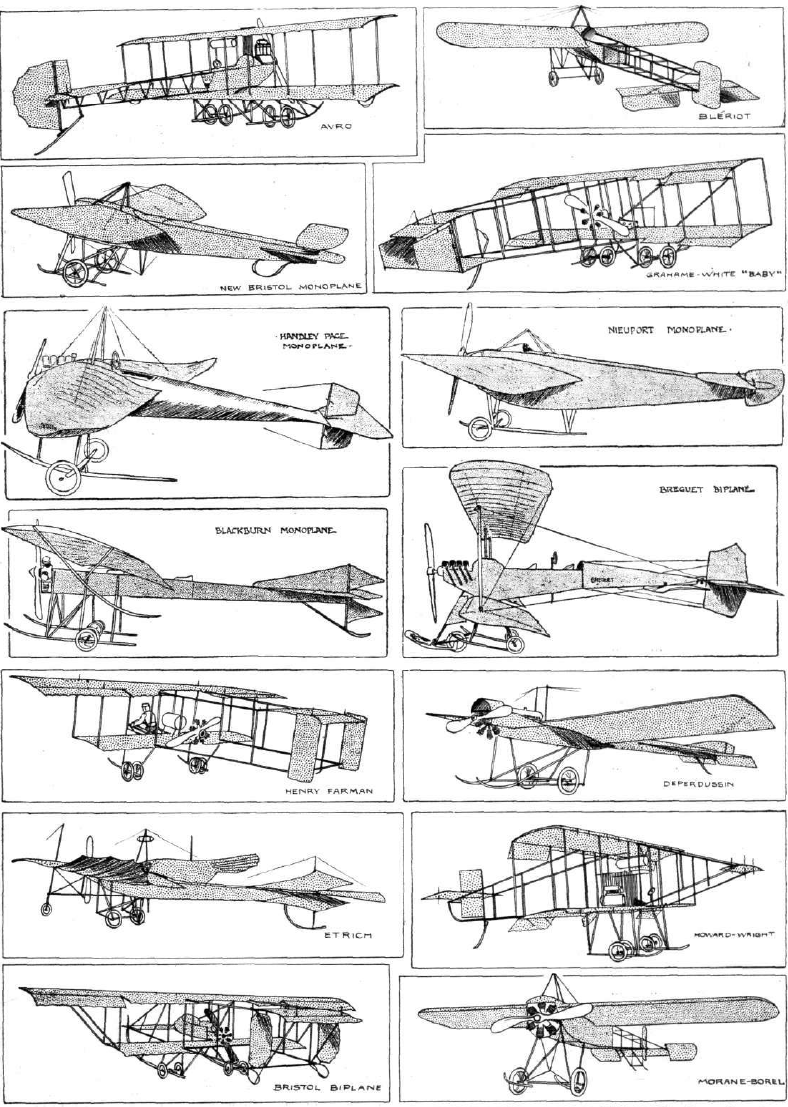
Типові літаки 1911 року
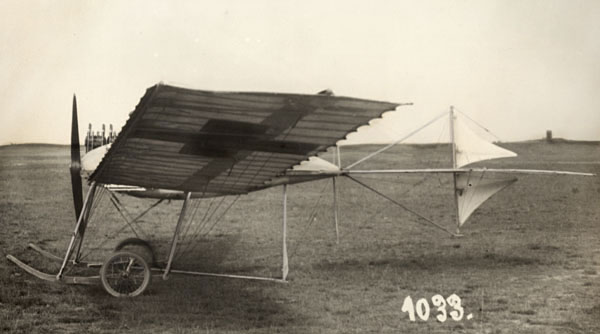
Fokker Spin III
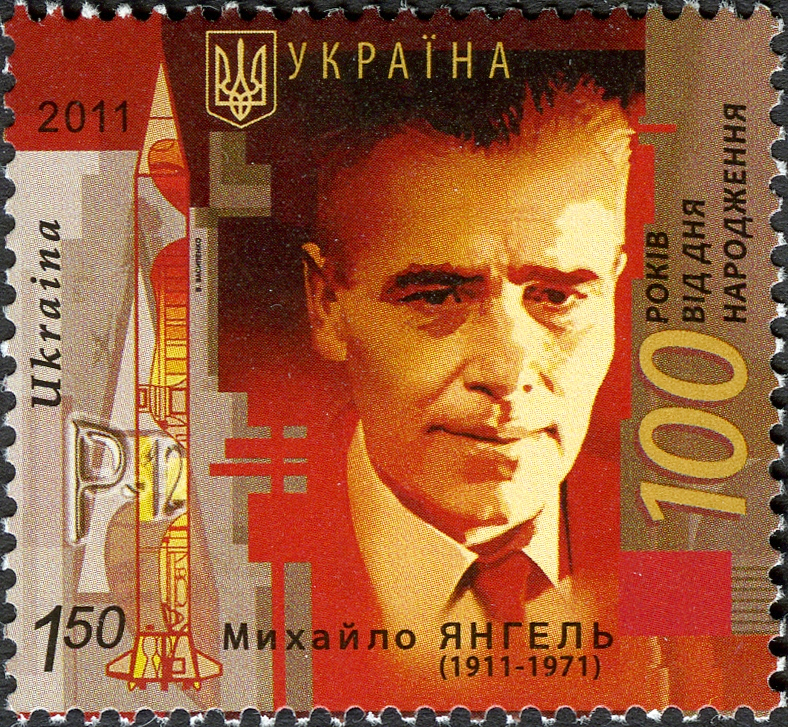
Янгель М.К.
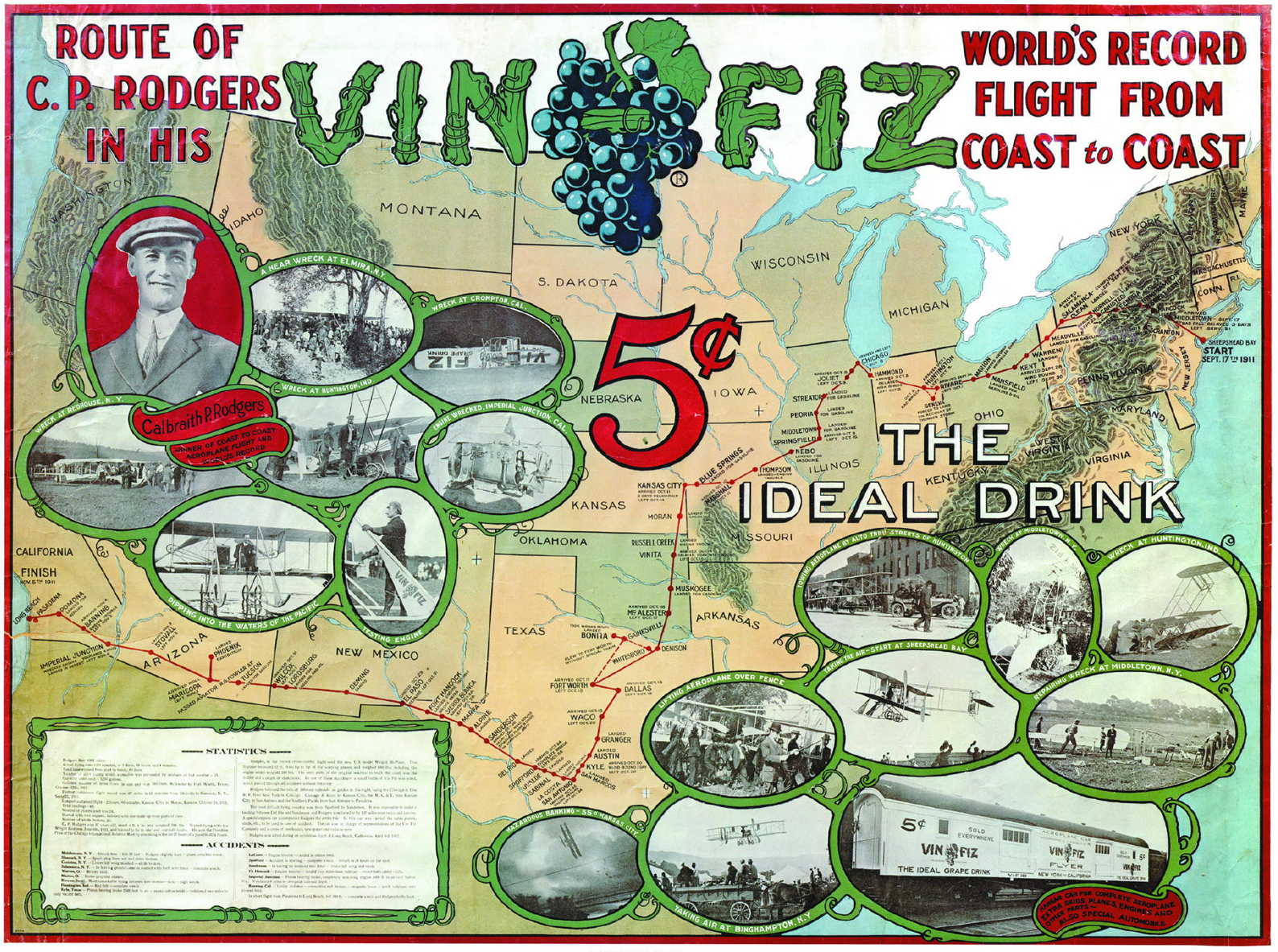
Рекламний плакат присвячений першому перельоту через США
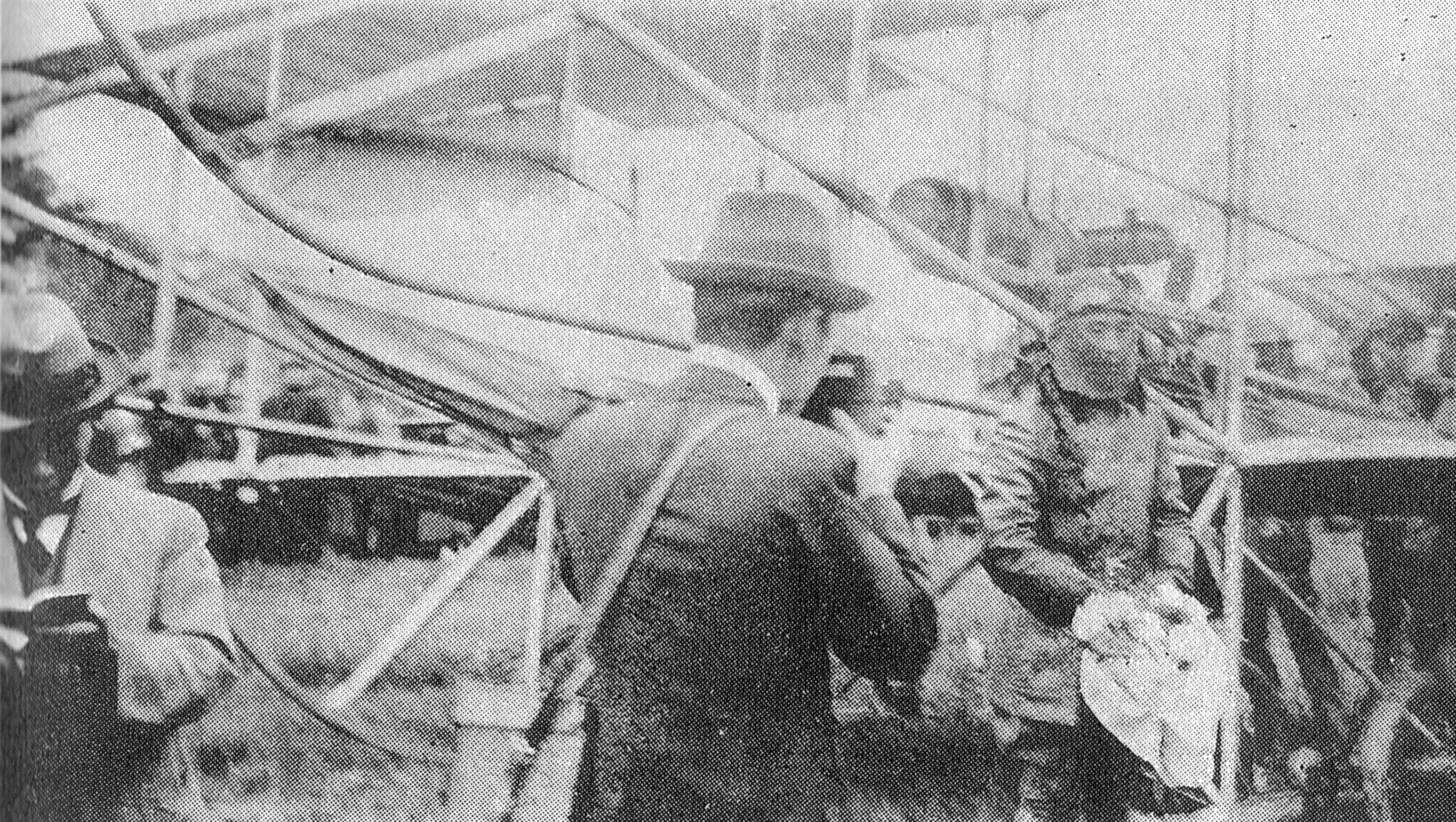
Капітан Йошітоші Токуґава перед літаком «Кайшікі № 1»

### Виноски
1. ↑  Винахідником гальмівного гаку вважається Х'ю Армстронг Робінсон (англ. Hugh Armstrong Robinson; 1881—1963)
2. ↑   22 червня 1941 в районі Львова приблизно в 3:40 ранку Олійник збив радянський літак — винищувач І-16. Вважається, що це була перша перемога Люфтваффе з початку німецько-радянської війни[1].